# Antonio Arias
José Antonio Arias Mujica, né le 9 octobre 1944 à Santiago au Chili, est un footballeur international chilien qui évoluait au poste de défenseur.

## Biographie

### Carrière en club
Il joue 335 matchs au sein du championnat du Chili entre 1968 et 1980, inscrivant 5 buts.
Il remporte trois titres de champion du Chili avec l'Unión Española, et atteint la finale de la Copa Libertadores en 1975, en étant battu par le CA Independiente.

### Carrière en équipe nationale
Il joue 32 matchs en équipe du Chili entre 1968 et 1976, sans inscrire de but. 
Il figure dans le groupe des sélectionnés lors de la Coupe du monde de 1974. Lors du mondial organisé en Allemagne, il joue trois matchs : contre la RFA, la RDA, et enfin l'Australie.

## Palmarès
Unión Española
| - Championnat du Chili (3) : - Champion : 1973, 1975 et 1977. - Vice-champion : 1970, 1972 et 1973. - Coupe du Chili : - Finaliste: 1977. |  | - Copa Libertadores : - Finaliste: 1975. |